# Dăbuleni
Dăbuleni (pronunciat en romanès: [dəbuˈlenʲ]) és una ciutat del comtat de Dolj, a Oltènia (Romania). Va ser declarada ciutat el 2004 (Llei núm. 83/2004). El poble Chiașu és administrat per la ciutat.
Dăbuleni és coneguda per les zones de sorra que l'envolten; des dels anys vuitanta, aquestes zones han passat a formar part d'un 800 km² de desert, conegut com el Sàhara oltenès. La ciutat és l'únic lloc d'Europa on existeix un museu dedicat a la sorra. Si la part nord de la ciutat és un desert, la part sud és una zona inundable del Danubi patria pepenilor o patria lubenițelor (la "pàtria dels melons" o "de les síndries"), de la qual els melons de Dăbuleni són famosos a tota Romania.
Amb l'aigua bombada des del Danubi, entre 1971 i 1975 es va desenvolupar un esquema de regadiu per a uns 100 quilòmetres quadrats de terra fèrtil al sud d'Oltènia.
Dăbuleni està agermanat des del 2014 amb Vaugneray, que es troba a França.

## Cultura

### Museu de la sorra de Dăbuleni
The Sand Museum of Dăbuleni (Muzeul Nisipului din Dăbuleni) és un museu de Dăbuleni que té una mida de 12 hectàrees (30 acres). La seva entrada és gratuïta i sovint la visiten investigadors i gent comuna. El museu de la sorra es troba al Sàhara oltenès, una superfície d'uns 80,000 ha (200,000 acres) a la regió d' Oltènia, al sud del comtat de Dolj (prop del Danubi), on es troba la ciutat de Dăbuleni. S'ha afirmat que Romania és l'únic país amb un museu dedicat a la sorra a Europa o fins i tot al món.